# Franklinville (Carolina del Nord)
Franklinville és una població dels Estats Units a l'estat de Carolina del Nord. Segons el cens del 2000 tenia 1.258 habitants.

## Demografia
Segons el cens del 2000, Franklinville tenia 1.258 habitants, 441 habitatges i 324 famílies. La densitat de població era de 394,9 habitants per km².
Dels 441 habitatges en un 42,2% hi vivien nens de menys de 18 anys, en un 49,4% hi vivien parelles casades, en un 18,1% dones solteres, i en un 26,5% no eren unitats familiars. En el 21,5% dels habitatges hi vivien persones soles el 7,5% de les quals corresponia a persones de 65 anys o més que vivien soles. El nombre mitjà de persones vivint en cada habitatge era de 2,85 i el nombre mitjà de persones que vivien en cada família era de 3,23.
Per edats la població es repartia de la següent manera: un 31,9% tenia menys de 18 anys, un 13,7% entre 18 i 24, un 31,5% entre 25 i 44, un 14,8% de 45 a 60 i un 8,2% 65 anys o més.
L'edat mediana era de 28 anys. Per cada 100 dones de 18 o més anys hi havia 92,6 homes.
La renda mediana per habitatge era de 29.390 $ i la renda mediana per família de 32.679 $. Els homes tenien una renda mediana de 26.141 $ mentre que les dones 16.364 $. La renda per capita de la població era de 13.352 $. Entorn del 15,8% de les famílies i el 19,8% de la població estaven per davall del llindar de pobresa.

## Poblacions més properes
El següent diagrama mostra les poblacions més properes.